# ジョン・ダワー
ジョン・W・ダワー （英語: John W. Dower、1938年6月21日 - ） は、アメリカ合衆国の歴史学者。マサチューセッツ工科大学名誉教授。専攻は日本近代史。米国における日本占領研究の第一人者であり、1970年代の日本近代化論の批判でも知られる。

## 来歴
1938年、ロードアイランド州プロビデンス生まれ。アマースト大学卒業。アマースト大学時代はアメリカ文学を専攻したが、1958年に来日し、金沢市滞在を契機に日本文学に関心を移した。その後、アメリカ空軍勤務。1961年に森鷗外の研究で修士号を取得。1962年より金沢女子短期大学の英語講師をつとめ、1963年より東京の出版社ウェザーヒル社の編集助手を務めた。
1965年に米国に帰国し、ハーバード大学大学院博士課程に進学。日米関係を専攻し、後に刊行される『吉田茂とその時代』の前半部分に相当する戦前の吉田茂の研究で1972年に博士号を取得した。1968年には親中派の在米左翼団体“Committee of Concerned Asian Scholars”（憂慮するアジア学研究者委員会）をハーバート・ビックスらとともに組織。ネブラスカ大学講師、ウィスコンシン大学マディソン校助教授・准教授・教授、カリフォルニア大学サンディエゴ校教授、マサチューセッツ工科大学基金授与教授として教鞭をとり、2010年に退職した。
MIT在職中の2002年には、宮川繁とともに日米の視覚文化を扱ったオンラインサイト「MIT Visualizing Cultures」を制作した。

## 受賞・栄典
- Embracing Defeat. でピュリツァー賞、バンクロフト賞。
- 第50回全米図書賞（ノンフィクション部門）

## 研究内容・業績
- Empire and Aftermath（1979年、邦題『吉田茂とその時代』）では、従来論じられることが多かった「リベラルな自由主義者」としての吉田茂像に対して、保守主義者・帝国主義者としての吉田の側面を強く押し出した解釈を提起した。
- War without Mercy（1986年、『容赦なき戦争』）では、従来の太平洋戦争研究で十分に論じられてこなかった日米の人種観に焦点を当て、戦争が苛烈になった一因を日米両国の有していた相手国への選民意識・蔑視意識にみとめる解釈を示した[2]。
- Embracing Defeat: Japan in the Wake of World War II （1999年、『敗北を抱きしめて』）では、終戦直後の日本にスポットを当て、政治家や高級官僚から文化人、数々の一般庶民にいたるまであらゆる層を対象として取りあげ、日本に民主主義が定着する過程を日米両者の視点に立って描き出した。

この作品はピュリツァー賞などを受賞すると共に、日本でも岩波書店から「敗北を抱きしめて」の題で出版され、ベストセラーになった。

## 家族・親族
- 妻は日本人。

## 著書

### 単著
- The Elements of Japanese Design: A Handbook of Family Crests, Heraldry & Symbolism, (Weatherhill, 1971).
  - 白石かず子訳『紋章の再発見』（淡交社、1980年）
- Empire and Aftermath: Yoshida Shigeru and the Japanese Experience, 1878-1954, (Harvard University Press, 1979).
  - 大窪愿二訳『吉田茂とその時代』（各 上・下、TBSブリタニカ、1981年／中央公論社〈中公文庫〉、1991年、新版2014年）
- Japanese History & Culture from Ancient to Modern Times: Seven Basic Bibliographies, (Manchester University Press, 1986).
- War without Mercy: Race and Power in the Pacific War, (Faber and Faber, 1986).
  - 斎藤元一訳『人種偏見――太平洋戦争に見る日米摩擦の底流』（TBSブリタニカ、1987年）
    - 改題『容赦なき戦争――太平洋戦争における人種差別』（平凡社ライブラリー、2001年）
- Japan in War and Peace: Selected Essays, (W. W. Norton, 1993).
  - 『昭和――戦争と平和の日本』（明田川融監訳、みすず書房、2010年）
- Embracing Defeat: Japan in the Wake of World War II, (W. W. Norton, 1999).
  - 三浦陽一・高杉忠明・田代泰子訳『敗北を抱きしめて――第二次大戦後の日本人』（岩波書店（上・下）、2001年、増補版2004年）
- Cultures of war: Pearl Harbor / Hiroshima / 9-11 / Iraq, New Press, 2010.
  - 三浦陽一監訳、田代泰子・藤本博・三浦俊章訳『戦争の文化――パールハーバー・ヒロシマ・9/11・イラク』（岩波書店（上・下）、2021年）
- Ways of Forgetting, Ways of Remembering: Japan in the Modern World, New Press, 2011.
  - 外岡秀俊訳『忘却のしかた、記憶のしかた――日本・アメリカ・戦争』（岩波書店、2013年）
- The Violent American Century: War and Terror Since World War II, Haymarket Books, 2017.
  - 田中利幸訳『アメリカ 暴力の世紀――第二次大戦以降の戦争とテロ』（岩波書店、2017年）

### 共編著
- The Hiroshima Murals: the Art of Iri Maruki and Toshi Maruki, co-edited with John Junkerman, (Kodansha International, 1985).
- ガバン・マコーマック共著『転換期の日本へ　「パックス・アメリカーナ」か「パックス・アジア」か』明田川融・吉永ふさ子訳（NHK出版新書、2014年）、日本版オリジナル